# 夏至未至
《夏至未至》（英語：Rush To The Dead Summer），2017年中国偶像剧，本剧改编自作家郭敬明的同名小说，由陈学冬、郑爽、白敬亭、夏梓桐、柴碧云、鄭合惠子、庞瀚辰领衔主演，于2017年6月11日在湖南卫视金鹰独播剧场播出。台灣於2017年6月12日在CHOCO TV網路首播。 该剧因其对青春和校园生活的真实描绘以及优美的摄影而受到好评。

## 劇情簡介
在这个跨越十年的成长故事中，出身贫寒的李夏努力拼搏，最终凭借奖学金考入前川中学。在那里，她结识了冷酷却才华横溢的傅小司、魅力四射的陆之昂、假小子于见和富有的程琪琪。他们组成了一个由友情、梦想和青涩爱情维系的亲密团体。
毕业后，他们各自追逐自己的梦想——小司在李夏的陪伴下成为了知名艺人，琪琪成为了家喻户晓的偶像，而于见则追寻着音乐梦想。但随着时间的推移，悲剧和背叛降临：陆之昂入狱，琪琪背叛了团队，李夏最终离开了。
随着他们曾经深厚的友谊逐渐消逝，他们逐渐明白，虽然没有什么是永恒的，但青春的记忆塑造了他们未来的人生。

## 演员列表
- 主要演员

| 演员            | 角色   | 介绍 |
| 陈学冬          | 傅小司 | 天之骄子，内心敏感，討厭別人觸摸自己的頭髮，緊張時會摸耳朵，與陸之昂從小就形影不離。高中初期不喜歡立夏，後來冰釋前嫌，成為好友，並開始暗戀她。在大學上海美術學院時期開始和立夏交往。 畢業前就成為炙手可熱的畫家，畢業後在顏大壯的支持下，成立立通集團旗下的工作室，在工作過量情況下患上眼疾，更為此被丁易陽誣告販售贗品而使工作室一度關閉。 在遇见歌唱比赛被淘汰，加上和立夏吵架后，被程七七邀約喝酒並被騙與其發生關係有了孩子，導致立夏離開，当傅小司去室县四处寻找的时候，发现立夏已經帶她母亲搬離住处遠走高飛，可是傅小司不願意相信，因為他認定離開自己的好友跟愛人不是天使，所以不會消失，始終會回到他的身邊，因此在心里一直默默等待著他們。 在傅小司坎坷的时候，多亏颜末的帮忙下，使小司的工作室重新复活崛起。 大结局的末尾遇見立夏，與她相視而笑。 |
| 郑爽 少年：姜涞 | 立夏   | 纯淨，温暖，真诚，善良，重感情，最喜歡的畫家是祭司，却发现祭司真實身份竟然是她最崇拜的傅小司。 陸之昂和遇見的好朋友，跟程七七是髮小。 大學畢業後成為傅小司工作上的助手，在得知傅小司患上眼疾及誹聞風波後一直不離不棄。 被程七七欺騙已懷了傅小司的孩子後，選擇離開傅小司而成全程七七，為他們之間有緣而無分的感情畫下句點，之後與母親搬遷遠去，三年過後，身邊已有男友青雲，某一天與青雲參觀了傅小司的畫展，再次被畫感動，選擇回到小司身邊，最後與小司相視而笑。 |
| 白敬亭          | 陆之昂 | 傅小司的好友，前期性格開朗外向，對喜歡的女孩會主動聊天。 因媽媽的逝世變得成熟內斂，為了彌補媽媽的遺憾，放棄高考選擇出國留學。 喜歡立夏，但知道立夏喜歡的人是傅小司，就成全他們。 為好友两肋插刀，在傅小司的新書發佈會上因丁易陽攻擊傅小司，憤怒之下意外把丁易陽打至重傷昏迷後逃亡，逃亡期間看見傅小司所出版的畫作，在書店放下手錶拿走畫冊，看著看著抱書痛哭，並決定投案自首，自首前相約顏末相見，入狱三年后出狱，最後和颜末結婚。 |
| 柴碧云          | 程七七 | 立夏的髮小，家境好、敢愛敢恨，不服輸，企圖心強，為達目的不擇手段。 喜歡傅小司七年，高中時因為不在同一班，未能一起行動而產生被遺棄感。 李嫣然高中同班同學，與之敵對，假意協助相約立夏，後設下陷阱致李嫣然受傷未能保送升學。 為了當明星的慾望不惜與家庭决裂，放棄升學來到上海尋夢，後成為立通當紅藝人。 假借支持者之名，向立夏寄出恐嚇包裹，又假意關心。 在遇見參加歌唱比賽時作為評判一員，在關鍵時刻淘汰遇見。 在遇见唱歌比赛被淘汰后的夜晚假借心情不好，約傅小司喝酒，其後騙說已和他发生了关系已懷有其孩子，並偽造報告騙立夏已懷有傅小司骨肉，導致立夏的離開。 在多個謊言及立夏的離開下仍得不到傅小司的愛，萬念俱灰下离开上海开始新的生活。 在陆之昂结婚当天，在远方寄送陆之昂新婚賀禮及祝福。                                                           |
| 夏梓桐          | 遇见   | 立夏高中時的插班生，後成為好朋友，性格豪爽講義氣，不開心的事會自己忍著。 喜歡唱歌，希望自己的歌聲能帶給別人力量，放棄升學選擇去上海當歌手，對經紀公司要求以陪客交換星途不願屈服，虽然命运坎坷，却一直很坚强。 当和段桥相识时候回到浅川，却发现青田已有新欢，之后遇见和段桥相恋。 在上海曾得到顏大壯賞識參加比賽，可惜被程七七暗裏淘汰，失望的放棄成為歌手的夢想。 直到段桥车祸遇难后三年，回到淺川再与青田見面，以老朋友為名被追求，可是遇见還放不下段桥。 |
| 庞瀚辰          | 段桥   | 遇見在上海認識的大學建筑系高材生，與遇見在同一家便利店「喜士多」打工，是個陽光暖男，默默喜歡遇見，常常不經意地表白，不斷為遇見付出，如願成為遇見的第二任男友，為了帶遇見一起到英國留學，向遇見求婚成功，可惜領證前因車禍而逝世。 |
| 鄭合惠子        | 顏末   | 顏大壯(Aron)的女兒，家境富裕，众人眼中的女神，陸之昂眼中的女神經。 绘画天才，曾在比賽中勝過傅小司。留学日本期間喜歡上陸之昂，留學歸國後到爸爸的公司上班，成為立通集團營業部總經理、陸之昂的上司。 與陸之昂關係一直打打鬧鬧的歡喜冤家，在陸之昂逃亡期間一直很擔心，最后等待陸之昂出獄後與陆之昂结婚。 |

- 其他演员

| 演員   | 角色     | 介紹 |
| 倪景陽 | 聞人老師 | 淺川一中的老師，傅小司、立夏、陸之昂、遇見的班主任和英文老師，陸之昂幫她取綽號叫「立邦漆」。 開始時表現得高冷嚴肅，所有行動以成績為大前題，說話尖酸刻薄，其實暗地裏在課堂外幫助學生很多，被立夏發現她其實内心柔軟，是個“刀子嘴豆腐心”的好老師，在高中班內最後一節課，立夏和傅小司代表全班送上蛋糕。 接受體育老師伍凱的表白，最後與伍凱結婚。 |
| 黄晋琨 | 伍凱     | 淺川一中的體育老师，對聞人老師相當體貼，和聞人老師表白成功，最後與聞人老師結婚。 |
| 何佳宣 | 羅旭     | 立夏高中的同班同學，個性好動貪玩。高中時開始暗戀程七七。 長大後成立了公司，再次與七七相遇，可是多次表白被拒。 |
| 胡一天 | 歐俊     | 立夏的高中同班同學，戴著金絲眼鏡，坐在最後一排，喜歡班主任聞人老師，可惜沒敢表白。 |
| 王玉雯 | 李嫣然   | 家境富裕，跟程七七是同班同學，和傅小司一起長大，喜歡傅小司，高中時期討厭立夏，常跟程七七作對。 因意外事故失去了出國留學的機會，幾年後嫁給了不錯的人，換來了平淡的幸福。 |
| 張超   | 青田     | 酒吧駐唱歌手，遇見的初戀男友，以一塊白銀鑄造成對戒，一個戴在自己手上，一個送給遇見。 當遇見離開淺川表面時，青田臉上沒有情緒但內心掙扎，直到和遇見分手後一段時間有了女友林甜。 在段橋去世後三年，把回到淺川的遇見當做老朋友看待，同時再次展開追求。                                                                                           |
| 蔣冰   | Aron     | 全名顏大壯，立通集團的老總，很看好傅小司及遇見的才華。 顏末的父親，在公司一直隱瞞與女兒的關係，曾被陸之昂誤會為婚外情的關係。 |
| 商侃   | Carol    | 程七七的經紀人，好大喜功，為達目的不擇手段。 勾结丁易陽陷害傅小司，最后被出差歸來的顏大壯辭退，得到了應有的報應。 |
| 楊樹聞 | 丁易陽   | 自由畫家，多次投稿到立通，可惜音訊全無，無意間發現傅小司患有眼疾。 陷害傅小司的罪魁禍首，與Carol及立通的法務串通誣告傅小司售賣贗品並獲勝訴。 在傅小司新書發佈會上作出挑釁，被陸之昂用啤酒瓶打傷昏倒。 被傅小司控訴名譽侵權，被判敗訴。 |
| 李現   | 青云     | 立夏第二任交往的對象。 |
| 李梓溪 | 陳文婧   | 綽號鋼牙妹，立夏的高中同班同學兼室友，一學期後轉學。 |
| 趙亞米 | 宋盈盈   | 立夏的高中同班同學兼室友，喜歡吃零食。 |
| 金麗婷 | 任曉菲   | 立夏的高中同班同學兼室友，喜歡宮崎駿的動漫。 |
| 王歆霆 | 姚娜娜   | 立夏的高中同班同學。 |
| 趙子萌 | 劉陽     | 立夏的高中同班同學。 |
| 劉濤   | 小司父   | 小司的父親，航空業工作人員。 |
| 趙倩   | 小司母   | 小司的母親，家庭主婦。 |
| 張莉   | 趙芬芳   | 立夏的母親，春娟食品廠食品二線的員工，後被解雇。 |
| 宋濤   | 陸洪濤   | 之昂的父親。 |
| 李琳   | 林媛     | 之昂的母親。在第17集因病過世。 |
| 付亨   | 七七父   | 七七的父親，一家之主，任何家人都要對他言聽計從。 |
| 林靜   | 七七母   | 七七的母親，凡事委曲求全。 |
| 郭秋成 | 嫣然父   | 嫣然的父親。 |
| 榮蓉   | 嫣然母   | 嫣然的母親。 |
| 李棟   | 毛銳峰   | 淺川一中的教導主任。 |
| 周云深 | 羅老師   | 淺川一中的化學老師，陸之昂幫他取綽號叫「屎殼羅」。 |
| 閻青妤 | 賀曉茹   | 和顏大壯一同成立立通集團，後來因為一系列的陰謀被顏大壯辭退。 |

## 电视剧歌曲
| 曲序 | 曲目                         |                | 作曲           | 演唱者   |
| ---- | ---------------------------- | -------------- | -------------- | -------- |
| 1.   | 《夏至未至》（主題曲）       | 林一峰、翁瑋盈 | 林一峰、翁瑋盈 | 胡夏     |
| 2.   | 《最初的记忆》（片尾曲）     | 孫藝澄         | 孫藝澄         | 徐佳莹   |
| 3.   | 《未至》（插曲）             | 林喬           | 李全           | 郁可唯   |
| 4.   | 《那個男孩》（插曲）         | 汪蘇瀧         | 汪蘇瀧         | 汪蘇瀧   |
| 5.   | 《我想念》（插曲）           | 汪蘇瀧         | 汪蘇瀧         | 金志文   |
| 6.   | 《一個人的風景》（插曲）     | 林喬           | 李全           | 牛奶咖啡 |
| 7.   | 《追光者》（插曲）           | 唐恬           | 馬敬           | 岑宁儿   |
| 8.   | 《昨夜以前的星光》（推广曲） |                |                | 张阳阳   |

## 与原著的不同
- 原著的结局是立夏嫁人，而电视剧结局则为与傅小司重新相遇相视而笑；而原著的傅小司最后结局仅仅是简单的坎坷与悲痛，但电视剧版则增加了Carol勾结丁易阳陷害傅小司，以及Carol最后被立通集团辞退和傅小司工作室东山再起等喜悦发展。[13][14]
- 原著当中的陆之昂是与立夏为朋友关系，而电视剧当中则变成喜欢立夏；电视剧第二集傅小司生气地握着可乐，而小说原著则为握着颜料；而电视剧第三集为立夏、傅小司和陆之昂逃课结伴去游乐场过山车，而原著则是一起参观画室。
- 原著的李嫣然、程七七并没有详细写出高中时代的篇章，但在电视剧版则加量了许多情节，例如程七七自卑发泄、成名过渡期，以及李嫣然最后嫁人（电视剧版仅出现几分钟的故事镜头）等简单化故事。
- 原著的浅川一中高中时期并没有详细编写，但电视剧当中则增加了考试作弊事件、班级迎新晚会、寒假生活等故事；电视剧版同时还增加了伍凯最后和闻人老师表白成功的故事。
- 原著的立夏、傅小司大学去了中央美术学院，程七七去了上海（但没有提到去哪儿学校），而电视剧当中则相反，即程七七去了中央美术学院，而立夏、傅小司大学则去了上海美术学院。
- 原著的颜末只有一笔带过，真正没有详细写该故事，但电视剧则增加了颜末与陆之昂擦火花恋爱，以及最后修成正果，同时增加了颜末的父亲颜大壮；而原著陆之昂结局是入狱无期徒刑，电视剧版则变成入狱三年并和颜末结婚。
- 原著的段桥是为了遇见而放弃出国留学，而电视剧版则为两人领证前段桥出车祸而离开人世。
- 原著的遇见结局和青田相遇并结婚，但电视剧版则为青田最后多次追求遇见未果。

由于郭敬明小说原著的结局较为悲情，且小说的部分故事太过于单调，甚至不切合现实生活，故在电视剧当中做了更多改动。但为了与原作的悲剧性相切合，再加上由于中国國家新闻出版廣播電影電視總局不允许高中时代早恋题材的电视剧、电影结局成功，舆论导向，政治正确，故在结局当中仅改动了陆之昂角色最后部分（入狱三年、和颜末结婚），而傅小司角色则不做任何改动。

### 书籍
- 郭敬明. . 长江文艺出版社. 2010-04-01: 283頁 [2010]. ISBN 978-753-544-314-4 （中文）.（简体中文）
- 郭敬明. . 湖南文艺出版社. 2016-06-01: 319頁 [2016]. ISBN 978-754-047-574-1 （中文）.（简体中文）

## 收視率
| 中国 湖南卫视 首播收视率 |               |             |             |             |           |           |           |           |           |           |                          |
| 集數                     | 播出日期      | CSM52城市网 | CSM52城市网 | CSM52城市网 | CSM全国网 | CSM全国网 | CSM全国网 | CSM16省网 | CSM16省网 | CSM16省网 | 備註                     |
| 集數                     | 播出日期      | 收視率      | 收視份額    | 排名        | 收視率    | 收視份額  | 排名      | 收視率    | 收視份額  | 排名      | 備註                     |
| 1-2                      | 2017年6月11日 | 1.144       | 3.951       | 2           | 1.44      | 5.43      | 1         | 1.514     | 5.013     | 1         |                          |
| 3-4                      | 2017年6月12日 | 1.05        | 3.606       | 2           | 1.59      | 5.95      | 1         | 1.535     | 4.939     | 1         |                          |
| 5-6                      | 2017年6月13日 | 1.1         | 3.785       | 2           | 1.64      | 6.04      | 1         | 1.92      | 5.953     | 1         |                          |
| 7-8                      | 2017年6月14日 | 1.122       | 3.931       | 2           | 1.64      | 6.04      | 2         | 1.779     | 5.482     | 1         |                          |
| 9-10                     | 2017年6月15日 | 1.224       | 4.248       | 1           | 1.79      | 6.66      | 1         | 2.007     | 6.21      | 1         |                          |
| 11                       | 2017年6月16日 | 0.842       | 3.161       | 3           | 1.17      | 4.89      | 2         | 1.234     | 4.294     | 2         |                          |
| 12                       | 2017年6月17日 | 0.754       | 2.813       | 4           | 1.18      | 5.13      | 2         | 1.326     | 4.597     | 1         |                          |
| 13-14                    | 2017年6月18日 | 1.089       | 3.772       | 3           | 1.5       | 5.59      | 2         | 1.609     | 5.048     | 1         |                          |
| 15-16                    | 2017年6月19日 | 1.105       | 3.864       | 4           | 1.49      | 5.46      | 2         | 暂缺      | 暂缺      | 暂缺      |                          |
| 17-18                    | 2017年6月20日 | 1.027       | 3.603       | 5           | 1.67      | 6.29      | 2         | 1.571     | 4.883     | 1         |                          |
| 19-20                    | 2017年6月21日 | 0.964       | 3.322       | 5           | 1.69      | 6.26      | 2         | 1.689     | 5.288     | 1         |                          |
| 21-22                    | 2017年6月22日 | 1.07        | 3.702       | 4           | 1.77      | 6.58      | 2         | 1.883     | 5.796     | 1         |                          |
| 23                       | 2017年6月23日 | 0.855       | 3.058       | 4           | 1.31      | 5.37      | 3         | 1.323     | 4.339     | 2         |                          |
| 24                       | 2017年6月24日 | 0.843       | 3.031       | 3           | 1.19      | 4.83      | 2         | 1.28      | 4.229     | 2         |                          |
| 25-26                    | 2017年6月25日 | 1.104       | 3.735       | 1           | 1.7       | 6.38      | 1         | 1.512     | 4.785     | 1         |                          |
| 27-28                    | 2017年6月26日 | 1.133       | 3.994       | 2           | 1.66      | 6.38      | 3         | 1.679     | 5.419     | 2         |                          |
| 29-30                    | 2017年6月27日 | 1.124       | 4.011       | 3           | 1.8       | 6.9       | 3         | 1.885     | 6.178     | 2         |                          |
| 31-32                    | 2017年6月28日 | 1.082       | 3.861       | 3           | 1.8       | 6.87      | 2         | 1.851     | 5.983     | 2         |                          |
| 33-34                    | 2017年6月29日 | 1.215       | 4.246       | 2           | 2.1       | 7.78      | 2         | 2.125     | 6.629     | 2         |                          |
| 35                       | 2017年6月30日 | 0.648       | 2.303       | 4           | 1.56      | 1.14      | 2         | 1.641     | 5.472     | 1         |                          |
| 36                       | 2017年7月1日  | 0.661       | 2.384       | 4           | 1.15      | 4.69      | 2         | 1.356     | 4.475     | 1         |                          |
| 37-38                    | 2017年7月2日  | 0.936       | 3.175       | 2           | 1.69      | 6.25      | 1         | 1.703     | 5.371     | 1         |                          |
| 39-40                    | 2017年7月3日  | 0.935       | 3.264       | 6           | 1.54      | 5.8       | 3         | 1.552     | 4.848     | 2         |                          |
| 41-42                    | 2017年7月4日  | 1.032       | 3.603       | 4           | 1.77      | 6.55      | 3         | 1.834     | 5.648     | 2         |                          |
| 43-44                    | 2017年7月5日  | 1.107       | 3.798       | 4           | 1.91      | 6.93      | 2         | 1.965     | 6.109     | 2         |                          |
| 45-46                    | 2017年7月6日  | 1.229       | 4.116       | 3           | 1.93      | 6.9       | 2         | 1.898     | 5.693     | 2         |                          |
| 47                       | 2017年7月7日  | 0.916       | 3.386       | 3           | 1.46      | 6.1       | 2         | 1.118     | 3.866     | 1         |                          |
| 48                       | 2017年7月8日  | 0.893       | 3.209       | 3           | 1.61      | 6.66      | 1         | 1.574     | 5.288     | 1         |                          |
| 平均收視                 | 平均收視      | 1.05        | 3.66        | 不適用      | 1.6       | 5.92      | 不適用    |           |           | 不適用    | 35城收視1.038，份額3.566 |

## 獎項與提名
| 年份 | 頒獎典禮                   | 獎項                         | 工作   | 結果 | 参考資料 |
| ---- | -------------------------- | ---------------------------- | ------ | ---- | -------- |
| 2017 | The Actors of China Awards | Outstanding Actor            | 白敬亭 | 獲獎 |          |
| 2017 | The Actors of China Awards | Best Performance By An Actor | 白敬亭 | 獲獎 |          |